# Primerdesign
Das Primerdesign (IPA: [ˊpʁaɪ̯mɐ dɪˈzaɪn]) bezeichnet in der Biochemie Verfahren zum rationalen Design von Oligonukleotiden zur Verwendung als Primer in einer Polymerase-Kettenreaktion oder verwandten Methoden. Das Primerdesign ist eine Methode zur PCR-Optimierung.

## Eigenschaften
DNA-Polymerasen (auch thermostabile DNA-Polymerasen) benötigen eine Hydroxygruppe als Startpunkt für ihre erste Verknüpfungsreaktion. Primer stellen mit ihrem 3'-OH-Ende eine passende Hydroxyfunktion zur Verfügung. Primer können sowohl aus DNA als auch aus RNA bestehen.
Auch bei der In-vitro-Amplifikation von DNA, beispielsweise bei der Polymerase-Kettenreaktion (PCR), der DNA-Sequenzierung oder bei der reversen Transkription, werden Primer benötigt. Hier lässt sich mit Hilfe der Primer der spezifische DNA-Abschnitt, der amplifiziert werden soll, festlegen. 
Für die PCR werden deshalb Nukleotidsequenzen, die den zu amplifizierenden DNA-Abschnitt flankieren, bestimmt. Gemäß diesen Sequenzen werden nun passende Primersequenzen per Phosphoramidit-Synthese hergestellt. Ein Primer repräsentiert hierbei jeweils den gegenläufigen Strang zu seinem „Primerpartner“. Primer für PCR-Ansätze haben in der Regel eine Länge von 18–30 Nukleotiden. Diverse Biotechnologiefirmen bieten mittlerweile maßgeschneiderte Primer für molekularbiologische Anwendungen an. Durch maßgeschneiderte Missmatchprimer lassen sich über die PCR-Technik auch gezielt Mutationen in Gene einführen, die z. B. im Austausch einer Aminosäure bestehen.

### Sekundärstrukturen
Das Vorhandensein von Guanosin oder Cytosin in den letzten fünf Basen eines Primers erhöht die Spezifität der Primerbindung (engl. GC-clamp ‚GC-Klammer‘). Die Primersequenz wird zur Vermeidung von Homologien mit einer Datenbank abgeglichen. Die Sequenz des Primers wird auf mögliche Hybridisierungen mit seinesgleichen oder mit dem anderen Primer (engl. Primer-Dimer) und Sekundärstrukturen (engl. DNA-Hairpin ‚DNA-Haarnadelschleife‘) geprüft, die eine korrekte Primerbindung verhindern können. Da Wiederholungen von einem (engl. nucleotide runs ‚Nukleotid-Läufe‘) und zwei Nukleotiden (engl. dinucleotide repeats ‚Dinukleotid-Wiederholungen‘) zu einer fehlerhaften Primerbindung führen können, werden vier oder mehr solcher Sequenzmotive ebenfalls vermieden.

## Temperaturbedingungen

### Hybridisierungstemperatur (auchAnnealing-Temperatur)
Der zur PCR verwendete Primer (bei DNA-Sequenzierungen) oder das Primerpaar (bei DNA-Amplifikationen) besteht zumeist aus DNA. Im gegebenen Zusammenhang wird eine Hybridisierung im Englischen als annealing bezeichnet, die Hybridisierungsstemperatur entsprechend als Annealing-Temperatur Ta. Jene wie auch die Schmelztemperatur TM eines Primers nehmen mit dessen Länge zu. Die optimale Hybridisierungstemperatur beträgt:
{\displaystyle T_{\mathrm {a} }=0{,}3\cdot T_{\mathrm {M} }+0{,}7\cdot T_{\mathrm {M} }'-14{,}9}
hierbei ist TM' die Schmelztemperatur des PCR-Produkts. TM und TM' können mit Formeln genähert werden, die in der gleichen Quelle angegeben sind.

### Schmelztemperatur
Primer werden mit dem Ziel entworfen, an spezifischer Stelle mit dem DNA-Template zu binden und so gezielte PCR-Produkte oder Hybridisierungen zu ermöglichen. Nebst den Reaktionsbedingungen (Temperatur, Puffer, Konzentrationen von Template und Primer) spielt auch der Aufbau des Primers selbst eine entscheidende Rolle. Die Schmelztemperatur (TM) eines Primers hängt von seiner Länge und seiner Zusammensetzung (GC-Gehalt) ab. Die Länge des Primers (typisch 18 bis 30 Nukleotide) wird so gewählt, dass seine Schmelztemperatur passend zur Annealing-Temperatur des PCR- oder Hybridisierungs-Prozesses ist (siehe Ablauf einer PCR-Reaktion). Der Primer wird zur Steigerung der Spezifität der PCR meistens in einer Länge entworfen, die einer Schmelztemperatur von fünf bis maximal zwanzig Grad Celsius unterhalb der Temperatur des Elongationszyklus der verwendeten Polymerase entspricht. Eine zu niedrige Schmelztemperatur des Primers kann zu falsch positiven Ergebnissen führen, eine zu hohe Schmelztemperatur des Primers führt zu einer niedrigeren Effizienz der Hybridisierung und somit zu einer niedrigeren Produktkonzentration. Der GC-Gehalt spielt eine besondere Rolle, da die Doppelhelix durch eine hohe Anzahl aufeinander folgender GC-Paarungen auf Grund von Stapelwechselwirkungen stabiler ist. Die Schmelztemperatur nimmt also mit der Anzahl an G- und C-Nukleotiden zu. Die Schmelztemperatur (in Grad Celsius) lässt sich mit mehreren Methoden berechnen:
- die Wallace-Regel:
{\displaystyle T_{\mathrm {M} }=2\cdot (A+T)+4\cdot (G+C)}
- die GC-Methode ist die einfachste aber auch ungenaueste Methode:
{\displaystyle T_{\mathrm {M} }=64+41{\frac {G+C-16{,}4}{A+G+C+T}}}
- die „salt adjusted“-Methode ist etwas genauer und bezieht die Konzentration an Na+-Ionen im Reaktionsansatz mit ein:
{\displaystyle T_{\mathrm {M} }=100{,}5+41\cdot {\frac {C+G}{A+C+G+T}}-{\frac {820}{A+C+G+T}}+16{,}6\cdot \log _{10}([\mathrm {Na} ^{+}])}
- die komplizierteste Methode ist die „base stacking“-Methode, bei der die Enthalpie- und Entropieterme der Helixbildung bei der Hybridisierung mit einbezogen werden:
{\displaystyle T_{\mathrm {M} }={\frac {\Delta H{\frac {\mathrm {cal} }{\mathrm {mol} }}}{\Delta S+R\ln({\frac {\text{primer}}{2}})}}-273{,}15\ ^{\circ }\mathrm {C} }

Mittlerweile gibt es aber eine große Anzahl an Software, mit der man die Schmelztemperatur von Primern berechnen kann.

## Degenerierte Primer
Degenerierte Primer werden verwendet, um mehrere homologe Gene (in verschiedenen Spezies) oder paraloge Gene (innerhalb einer Spezies) mit einem Primerpaar zu amplifizieren. Sie spielen auch eine entscheidende Rolle bei der de novo Sequenzierung von bislang unbekannten Gensequenzen, wenn also auch die Primer-Target-Sequenzen unbekannt sind.
Bei degenerierten Primern handelt es sich prinzipiell um ein Gemisch aus ähnlichen Primer-Sequenzen, die in einem degenerierten Code zusammengefasst werden. Degenerierte Primer können also auch dann noch auf eine Target-Sequenz passen, wenn diese sich im Laufe der Evolution verändert hat.
So steht beispielsweise die Sequenz
- 5'-NTAACGTATGCGATATCGGS-3'

für ein Gemisch der Sequenzen
- ATAACGTATGCGATATCGGC
- TTAACGTATGCGATATCGGC
- GTAACGTATGCGATATCGGC
- CTAACGTATGCGATATCGGC
- ATAACGTATGCGATATCGGG
- TTAACGTATGCGATATCGGG
- GTAACGTATGCGATATCGGG
- CTAACGTATGCGATATCGGG

da N für A,G,C oder T und S für G oder C steht.
Weitere IUPAC-Abkürzungen sind:
R: A oder G (Purine)
Y: C oder T (Pyrimidine)
W: A oder T
K: G oder T
M: A oder C
B: C, G oder T
D: A, G oder T
H: A, C oder T
V: A, C oder G
Bei degenerierten Primern stellt das Primerdesign eine besondere Herausforderung dar. Primereigenschaften und mögliche Primer-Primer Interaktionen sowie mögliches Target-Mispriming müssen für jede der möglichen Sequenzen separat untersucht werden. Eine Vielzahl verschiedener Software Tools wurde speziell zum Design degenerierter Primer basierend auf Alignments oder Konsensus-Sequenzen entwickelt (z. B. easyPAC).

## Allelspezifität
Allelspezifische Oligonukleotide können an bestimmte SNP binden.

## Forward und Reverse Primerdesign
Die Primer, welche für eine PCR verwendet werden, müssen designt und dann bei einer Firma bestellt werden. Das muss bei jeder PCR neu geschehen, da sich das Gen, welches man kopieren möchte, bei fast jeder PCR ändert. Da es zwei Stränge gibt, wird ein Forward und ein Reverse Primer benötigt. Ein Primer muss gewisse Anforderungen erfüllen, die sich auch immer ändern können. Primer werden folgendermaßen designt:
5' ATGCTGCATGCATGTACGTACGTACGTAGTGCAGTGCAGTGACGACGTTGTGTGACC 3'
3' TACGACGTACGTACATGCATGCATGCATCACGTCACGTCACTGCTGCAACACACTGG 5'
Für jeden DNA-Strang muss ein Primer hergestellt werden. Dabei muss jedoch berücksichtigt werden, dass die Polymerase nur am 3' Ende des Primers anfangen kann zu synthetisieren. Der Forward Primer kann leicht abgelesen werden, da dieser den ersten Basen des 5'-3' Stranges entspricht. Der Forward Primer ist also:
5' ATGCTGCATGCATGTACGTA 3'
Der Reverse Primer kann nicht direkt abgelesen werden. Er muss zuerst umgeschrieben werden. Dabei handelt es sich um das Ende des 3'-5' Stranges. 
3' CACTGCTGCAACACACTGG 5'
Wenn man den Primer bei einer Firma bestellt, erhält man immer einen Primer in 5'-3'-Richtung. Der Strang muss also invertiert werden, damit man den richtigen erhält. Will man den Primer in einer PCR benutzen, würde er sonst nicht binden.
5' GGTCACACAACGTCGTCAC 3'